# 高庙遗址
高庙遗址位于湖南省怀化市洪江市岔头乡岩里村，是一处新石器时代遗址，2006年被列为第六批全国重点文物保护单位。
高庙遗址地处沅水流域的安江盆地西北缘，1985年9月发现，历经1991年、2004年、2005年三次发掘，测定遗址面积3万平方米，揭露面积1700平方米。遗址主体为新石器时代贝丘，可分为上下两层。下层遗址年代距今7800至6600年，因遗址命名为高庙文化，以大量祭祀相关的遗存以及篦点纹戳印包含八角星纹、獠牙纹等图案的白陶为特点。上层遗址年代距今6300至5200年，属于大溪文化和屈家岭文化。